# Zenillia anomala
Zenillia anomala är en tvåvingeart som först beskrevs av Villeneuve 1929.  Zenillia anomala ingår i släktet Zenillia och familjen parasitflugor. Inga underarter finns listade i Catalogue of Life.